# جاي بوير بيل
جاي بوير بيل (بالإنجليزية: J. Bowyer Bell) هو صحفي ومؤرخ ورسام أمريكي، ولد في 15 نوفمبر 1931 في نيويورك في الولايات المتحدة، وتوفي في 23 أغسطس 2003 في نيويورك في الولايات المتحدة بسبب قصور كلوي.